# Lecionário 14
O Lecionário 14 (designado pela sigla ℓ 14 na classificação de Gregory-Aland) é um antigo manuscrito do Novo Testamento, paleograficamente datado do Século XII d.C.[a]
Este codex contém lições dos evangelhos de Mateus, Lucas e João (conhecido como Evangelistarium)[a]. Foi escrito em grego, e actualmente se encontra na Biblioteca Nacional da França (Gr. 315).